# 흐리스토 그로제프
흐리스토 그로제프(불가리아어: Христо Грозев; 1969년 5월 20일 출생)는 불가리아의 탐사보도 언론인이자 작가이다. 그는 더 인사이더의 조사 책임자이며, 이전에는 벨링캣의 러시아 수사 수석 담당자였다. 그는 슈피겔에도 글을 기고한다. 2018년 스크리팔 부녀 음독 사건에 연루된 용의자의 신원을 밝히는 그의 조사는 그와 그의 팀에게 탐사보도 부문 유럽 언론상과 러시아 국가의 적대감을 안겨주었다.

## 어린 시절
그로제프는 1969년 5월 20일 플로브디프에서 태어났다. 1984년부터 1988년까지 플로브디프의 영어 고등학교에 다녔다. 1995년에는 아메리칸 대학교 인 불가리아에서 "매스 커뮤니케이션 및 미디어 연구" 분야 인문사회 학사 학위를 받았다. 나중에 이마덱 이그제큐티브 에듀케이션에서 재무, 법률, 경제 및 국제법을 전문으로 하는 이그제큐티브 경영학 석사, 법학 및 경제학 석사, 법학 석사 학위를 받았다. 그로제프는 또한 러시아어를 유창하게 말하고 쓴다.

## 경력
그로제프는 17살 때부터 신문사에서 기자로 일하기 시작했고, 나중에 불가리아 사회주의 시대에 라디오 기자로 일했다. 1988년부터 플로브디프에서 라디오 기자로 활동했다. 1991년에는 아메리칸 대학교 인 불가리아와 제휴한 불가리아 최초의 상업 라디오 방송국인 아우라의 공동 설립자이자 CEO 중 한 명이었다. 1994년에는 미국 회사 메트로미디어에 고용되어 러시아 자산과 협력했다. 그는 소치에서 라디오 니카를, 상트페테르부르크에서 채널 멜로디아와 엘도라디오를, 그리고 발트해 국가, 핀란드, 불가리아, 헝가리에서 수십 개의 라디오 방송국을 설립했다. 그는 1997년에 메트로미디어의 지역 이사 및 라디오 부사장으로 임명되었다.
2000년에 그로제프는 메트로미디어 라디오 사업부의 CEO가 되어 중부 및 동유럽, 북유럽, 러시아 및 CIS 지역 11개국에서 30개 이상의 라디오 방송국의 운영 및 성장을 감독했다. 메트로미디어가 2003년에 라디오 사업에서 철수하자 그로제프는 메트로미디어로부터 러시아 라디오(RBMH 브로드캐스트 미디어 홀딩스) 자산을 인수했고, 2006년에는 프랑스 회사인 라가르데르 그룹에 매각했다. 그로제프는 또한 메트로미디어로부터 다른 방송 자산을 인수한 아일랜드 회사 커뮤니코프의 이사로 재직했다(2005-2007). 그는 메트로미디어의 유럽 라디오 그룹을 커뮤니코프에 통합하는 작업을 감독했으며, 우크라이나 및 라트비아와 같은 기존 및 신규 시장으로의 회사 확장을 담당했다.
2006년 이후, 그로제프는 주로 네덜란드와 불가리아에서 다양한 미디어 자산에 투자했다. 2006년, 그의 회사인 RadiCorp B.V.는 네덜란드에서 국내 음악에 중점을 둔 라디오 방송국을 설립하기 위한 방송 면허를 받았다. RadiCorp은 두 개의 국영 라디오 방송국(100% NL 및 Radio 10 (Netherlands))과 하나의 국영 음악 TV 방송국(100% NL TV)을 운영한다. 그로제프는 또한 불가리아에서 뉴스 텔레비전 채널과 여러 신문을 소유하고 있다. 2007년, 그는 동유럽 및 중부 유럽의 미디어 및 통신 투자에 주로 중점을 둔 플랫폼인 알테리스 인베스트먼트의 공동 설립자이자 파트너가 되었다. 알테리스는 현재 우크라이나에서 국영 라디오 방송국을 운영하고 불가리아의 인쇄 매체에 지분을 소유하고 있으며, 오스트리아에 본사를 둔 부동산 서비스 사업을 소유하고 있다.
2016년부터 그로제프는 탈파 라디오 홀딩스의 감독 이사회 회원이다. Radio NewCo는 네덜란드에서 선도적인 상업 국영 라디오 방송국 4개(Radio 538, Sky Radio, Radio 10 (Netherlands) 및 Radio Veronica (Talpa Radio))를 운영한다. 이 그룹은 또한 네덜란드의 선도적인 라디오 판매 회사인 One Media Sales의 대주주이다.

### 벨링캣
그로제프는 2015년에 벨링캣에 탐사보도 기자로 합류했다. 그로제프는 조사에 오픈 소스, 소셜 미디어 및 기타 사용 가능한 데이터를 사용하는 것으로 알려져 있다. 그는 2014년 말레이시아 항공 17편 격추 사건과 관련된 두 명의 러시아 고위 장교, 2016년 몬테네그로 쿠데타 음모에 연루된 GRU 장교, 2018년 스크리팔 부녀 음독 사건의 용의자 3명 및 2020년 알렉세이 나발니 독살 사건을 밝혀내는 조사를 집필했다.
2019년에 그로제프와 그의 팀은 "샐리스버리 독살 용의자 신원 공개: 4부작 조사"로 유럽 언론상 탐사보도 부문에서 수상했다. 이 조사에서 그들은 세르게이와 율리아 스크리팔 독살 사건의 가해자들을 밝혀냈다.

### 러시아 수배 목록
2022년 12월 26일, 러시아 내무부는 그로제프가 이유를 밝히지 않고 "수배" 목록에 올라 있다고 발표했다. 러시아의 국영 국내 통신사인 리아 노보스티에 따르면, 그로제프에 대해 "허위 사실 유포" 혐의로 형사 사건이 개시되었다. 2023년 4월 21일 모스크바는 그의 궐석 체포를 명령했다. 리아는 법 집행 소식통의 말을 인용하여 그로제프가 2021년 러시아를 떠난 러시아 언론 매체 더 인사이더의 편집장인 로만 도브로호토프의 도피를 도왔다는 혐의를 받고 있다고 전했다.

### 나발니
그로제프는 2022년 다큐멘터리 나발니에 비중 있게 다뤄졌는데, 이 영화는 주인공의 독살 사건을 다루었다. 나발니는 제76회 영국 아카데미 영화상에서 영국 아카데미 다큐멘터리상을 수상했지만, 그로제프는 시상식 며칠 전 "보안 위험"이라는 평가에 따라 시상식 초대가 취소되었다. 영화 제작자들은 상을 수상하면서 그로제프에게 경의를 표했다. 이 영화는 제95회 아카데미상에서 최우수 다큐멘터리상을 수상했으며, 그로제프는 다니엘 로허 감독과 율리아 나발나야와 함께 무대에 올라 상을 받았다.

### 러시아 스파이 작전의 표적
영국 수사관들에 따르면, 그로제프는 오스트리아, 몬테네그로, 스페인을 포함한 여러 국가에서 러시아를 대신한 요원 집단의 그림자처럼 추적을 받았다. 이 조직의 총책임자는 러시아에 숨어든 오스트리아 범죄자 얀 마르샬렉이었다. 불가리아 출신의 요원들은 그의 아파트에 침입하여 컴퓨터 중 하나를 훔치고, 한동안 살았던 비엔나에서의 그의 삶을 염탐한 것으로 알려졌다. 작전명은 "오퍼레이션 비엔나"였다. 2025년, 이 그룹의 여러 구성원들은 영국에서 스파이 혐의로 재판을 받았다.

## 개인 생활
1990년대에 그로제프는 스테프카 그로제프와 결혼했다.

## 수상
- 2019년 - 유럽 언론상 탐사보도 부문[26]
- 2021년 - 그루너 + 야르의 난넨상 조사 부문[27]
- 2022년 - ICFJ 국제 보도 혁신상[28]